# Lost Eden (groupe)
Pour les articles homonymes, voir Lost Eden.
Lost Eden est un groupe de heavy metal japonais, originaire d'Aichi. Formé en 2000, ils publient leur premier album Cycle Repeats au label Candlelight Records en 2006. Le groupe sépare en 2009.

## Biographie
Le groupe est formé en 2000 avec Norio, Adachi, Run, Daisuke, et l'ancien batteur Chang. Après plusieurs répétitions, en 2002, deux de leurs chansons sont incluses dans la compilation japonaise Surplus Suppression 3. Au printemps 2003, Sensyu devient leur nouveau batteur, et Chang devient le nouveau guitariste. Désormais avec trois guitaristes, le groupe enregistre et publie son EP quatre titres intitulé Sewn Mouth Forest et fait usage d'éléments dérivés du black metal et du punk hardcore. Ils effectuent ensuite une tournée nationale. En 2004, ils participent à une autre compilation, Metal Ostentation Vol.6. Malgré le succès modéré, Chang décide de partir. Ils recrutent alors le guitariste Cab. Avec cette nouvelle formation, le groupe devient plus axé death metal mélodique.
En 2005, le groupe participe à d'autres compilations Earthquake A.G.M et Extreme Generation. Malgré le succès, Cab quitte le groupe, et est remplacé par Mako. Le groupe revient désormais à deux guitaristes. En hiver la même année, ils enregistrent une démo deux titres, dans lequel ils font pour la première fois usage du clavier. Ils envoient la démo au label Candlelight Records, qui les signe au début de 2006, puis commencent à travailler sur un premier album Cycle Repeats entre septembre et novembre 2006. L'album est publié en 2007,,.
En 2009, le groupe se sépare et Norio et Mako formeront le groupe Each of the Days.

## Membres

### Derniers membres
- Norio - chant (2000–2009)
- Adachi - guitare (2000–2009)
- Run - guitare (2000–2009)
- Daisuke - basse (2000–2009)
- Masahide - batterie (2006–2009)

### Anciens membres
- Chang - batterie, guitare (2000-2004)
- Sensyu - guitare (2003-?)
- Cab - guitare (2004-2005)
- Mako - batterie (2004-2006)

## Discographie
- 2003 : Sewn Mouth Forest (EP)
- 2006 : Demo
- 2007 : Cycle Repeats